# ABC FC
ABC Futebol Clube, eller vanligtvis endast ABC, är en fotbollsklubb från staden Natal i delstaten Rio Grande do Norte i Brasilien. Klubben grundades den 29 juni 1915 och är den äldsta klubben i delstaten. Klubben har vunnit distriktsmästerskapet i delstaten, Campeonato Potiguar, vid ett flertal tillfällen. Per säsongen 2011 hade klubben vunnit mästerskapet 52 gånger och har även per 2011 vunnit ett nationell mästerskap, nämligen den tredje högsta divisionen (Campeonato Brasileiro Série C), vid ett tillfälle, nämligen 2010. Klubbens främsta rival är América de Natal, som också är från staden Natal och grundades samma år.